# Elisabethkirche
La Elisabethkirche è un'ex chiesa protestante evangelica posta nella città tedesca di Berlino, nel quartiere di Mitte, immediatamente a nord del centro storico. Dedicata a Santa Elisabetta, costituisce una delle 4 chiese suburbane berlinesi progettate dall'architetto Karl-Friedrich Schinkel negli anni trenta del XIX secolo. Fu gravemente danneggiata durante la seconda guerra mondiale, e restaurata solo dopo la riunificazione tedesca (1990).

## Storia

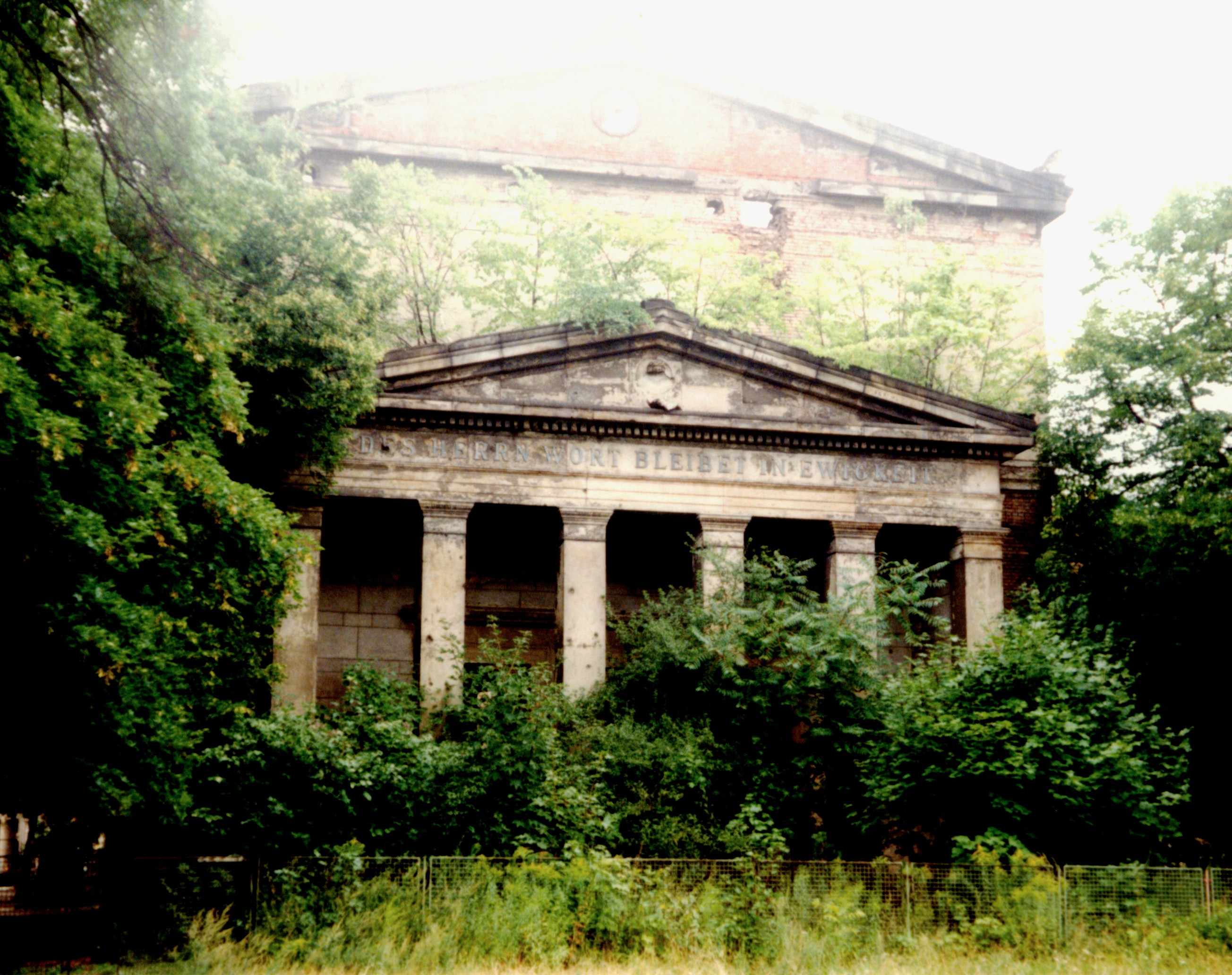
La chiesa allo stato di rovina (1991)

Agli inizi del XIX secolo, la crescita demografica della città di Berlino rese necessaria l'erezione di nuove chiese nei nuovi quartieri suburbani. Nel 1828 il re Federico Guglielmo III incaricò l'architetto Karl-Friedrich Schinkel di progettare 4 chiese di economica costruzione. La Elisabethkirche, prevista per una capienza di 1.200 persone, era la maggiore delle 4, e venne costruita dal 1832 al 1834. Fu consacrata il 28 giugno 1835. La principessa Elisabetta Ludovica, a cui fu ispirata la dedicazione della chiesa, presenziò alla celebrazione.
Nel 1881 intorno alla chiesa fu realizzato un giardino pubblico, progettato dal direttore edilizio della città, Hermann Mächtig; l'area verde fu riaperta nel 2001 dopo estesi lavori di risistemazione.
Nella notte fra l'8 e il 9 marzo 1945 la chiesa fu colpita da un bombardamento e s'incendiò a causa del rivestimento interno in legno; nonostante vi fossero progetti di ricostruzione, rimase allo stato di rovina fino al 1991, quando venne restaurata e riaperta; da allora, viene utilizzata dalla parrocchia della Sophienkirche come spazio culturale.